# Klaus Ager
Klaus Ager (Salisburgo, 10 maggio 1946) è un compositore e direttore d'orchestra austriaco.

## Biografia
Nato a Salisburgo, Ager ha studiato pianoforte, composizione e direzione d'orchestra al Mozarteum di Salisburgo e musicologia all'Università di Salisburgo. Ha proseguito i suoi studi di composizione con Pierre Schaeffer e Olivier Messiaen al Conservatorio di Parigi. Dal 1975 al 1986 ha diretto l'Österreichische Ensemble für Neue Musik (Gruppo austriaco di musica nuova). Dal 1995 al 2000 è stato rettore della Mozarteum Hochschule di Salisburgo.
A partire dal 2000 Ager si è dedicato principalmente a lavorare come compositore ospite e docente in Sud e Nord America e a fare campagne in tutta Europa per migliorare la reputazione dei compositori. Nel 2003 fu in grado di ottenere, attraverso la sua raccolta di sussidi rilevanti e articoli innovativi, che l'Arovell-Musikzeitschrift fosse ampliato a un'edizione a colori con una tiratura di 700 copie al trimestre.
Dall'aprile 2004 è presidente dell'Associazione dei compositori austriaci. In questo incarico avviò, tra l'altro, il congresso "Comporre in Europa nel 21º secolo", che si è svolto dal 2 al 5 febbraio 2006 nella Gläsernen Saal del Wiener Musikverein.
Dal 2006 al 2014 è stato presidente dell'European Composers' Forum (ECF) a Bruxelles.